# Andrzej Maciejewski (polityk)
Andrzej Maciejewski (ur. 24 października 1969 w Bartoszycach) – polski polityk, politolog, samorządowiec i dziennikarz, poseł na Sejm VIII kadencji.

## Życiorys
W 1995 ukończył studia politologiczne w Wyższej Szkole Pedagogicznej w Olsztynie. W latach 1990–1994 był radnym Bartoszyc I kadencji nowo powołanego samorządu, a od 1992 również przewodniczącym rady miejskiej (wówczas najmłodszym w Polsce). Pracował m.in. jako dziennikarz i nauczyciel przedmiotów społecznych w szkole policealnej pracowników służb społecznych w Olsztynie. W 1997 założył tygodnik „Goniec Bartoszycki”, którego był wydawcą i pierwszym redaktorem naczelnym. Od 2001 do 2002 był pełnomocnikiem wojewody warmińsko-mazurskiego do spraw współpracy z obwodem królewieckim. Później związany z branżą handlową. Prowadził również Biuro Analiz Pogranicze Polska-Rosja, a w 2004 został ekspertem ds. wschodnich w Instytucie Sobieskiego. Jest autorem publikacji m.in. na temat obwodu królewieckiego.
W wyborach samorządowych w 1998 bezskutecznie ubiegał się o mandat radnego sejmiku warmińsko-mazurskiego z listy Unii Wolności. W wyborach w 2010 ponownie kandydował do tego organu z ramienia Prawa i Sprawiedliwości, a w 2011 startował z listy PiS do Sejmu (jako bezpartyjny, otrzymał 492 głosy). Później działał w Kongresie Nowej Prawicy; jako członek tej partii w wyborach w 2014 ubiegał się o prezydenturę Olsztyna, zajmując ostatnie miejsce wśród 7 kandydatów i otrzymując 1533 głosy. Po wyborach samorządowych, kiedy doszło do rozłamu w KNP, odszedł z partii.
W wyborach w 2015 kandydował do Sejmu w okręgu olsztyńskim (nr 35) z pierwszego miejsca na liście komitetu wyborczego wyborców Kukiz’15, zorganizowanego przez Pawła Kukiza. Uzyskał mandat posła VIII kadencji, otrzymując 7899 głosów. W Sejmie został członkiem Komisji Administracji i Spraw Wewnętrznych, Komisji do Spraw Energii Skarbu Państwa oraz przewodniczącym Komisji Samorządu Terytorialnego i Polityki Regionalnej, a w 2018 również członkiem Delegacji Sejmu i Senatu RP do Zgromadzenia Parlamentarnego Sejmu i Senatu RP i Sejmu Republiki Litewskiej. W 2018 ponownie startował w wyborach na prezydenta Olsztyna, uzyskując 1,58% poparcia (1155 głosów) i zajmując siódme, przedostatnie miejsce. W wyborach do Parlamentu Europejskiego w 2019 bezskutecznie ubiegał się o mandat posła do Parlamentu Europejskiego z list komitetu Kukiz’15, który nie przekroczył progu wyborczego (otrzymał 14 800 głosów). W sierpniu 2019 odszedł z Klubu Poselskiego Kukiz’15, motywując to m.in. sprzeciwem wobec porozumienia wyborczego z PSL. W tym samym roku bez powodzenia kandydował na senatora z ramienia Prawicy (otrzymał 21 943 głosy). Był jednym z wnioskodawców rejestracji Federacji dla Rzeczypospolitej, która nastąpiła w marcu 2020 (wskazano go w dokumentach rejestracyjnych jako wiceprezesa partii, jednak formalnie do niej nie należał).
Po zakończeniu pracy w parlamencie został zatrudniony w Orange Polska jako ekspert ds. jednostek samorządu terytorialnego. Później objął stanowisko prezesa zarządu Społecznej Inicjatywy Mieszkaniowej KZN-Północ w Olsztynie, które zajmował do lipca 2025. W wyborach w 2024 ponownie nieskutecznie startował z listy PiS do Sejmiku Województwa Warmińsko-Mazurskiego.

## Odznaczenia i wyróżnienia
W 2017 odznaczony Brązową Odznaką „Zasłużony dla Ochrony Przeciwpożarowej”. W 2018 wyróżniony przez Związek Zawodowy Celnicy PL Orderem Złotego Merkuriusza.

## Życie prywatne
Jest żonaty, ma dwoje dzieci.